# Ernesto Canto
Ernesto Canto Gudiño, mehiški atlet, * 18. oktober 1959, Ciudad de México, Mehika, † 20. november 2020, Ciudad de México.
Canto je v svoji karieri nastopil na poletnih olimpijskih igrah v letih 1984 v Los Angelesu, 1988 v Seulu in 1992 v Barceloni. Največji uspeh kariere je dosegel na igrah leta 1984, ko je osvojil naslov olimpijskega prvaka v hitri hoji na 20 km. V isti disciplini je osvojil tudi naslov svetovnega prvaka leta 1983 v Helsinkih in zmagovalca Panameriških iger istega leta v Caracasu.